# Митрофановское сельское поселение (Воронежская область)
Митрофановское сельское поселение — муниципальное образование в Кантемировском районе Воронежской области.
Административный центр — село Митрофановка.

## Административное деление
Состав поселения:
- село Митрофановка,
- село Евдокиевка,
- село Ивановка,
- хутор Лысогорка,
- хутор Новоивановка,
- село Софиевка,
- хутор Шевченко.